# Frieren
Frieren : Au-delà de la fin du voyage (葬送のフリーレン, Sōsō no Furīren) est un shōnen manga écrit par Kanehito Yamada et dessiné par Tsukasa Abe. Il est prépublié depuis le 28 avril 2020 dans le Weekly Shōnen Sunday, puis publié en volumes reliés par l'éditeur japonais Shōgakukan. La version française est éditée par Ki-oon depuis mars 2022.
Une adaptation en anime produite par Madhouse et réalisée par Keiichirō Saitō est diffusée du 29 septembre 2023 au 22 mars 2024. Une deuxième saison est annoncée pour janvier 2026.

## Synopsis
L'histoire suit l'elfe magicienne Frieren, une ancienne membre du groupe d'aventuriers qui a vaincu le roi des démons et restauré l'harmonie du monde après une quête de 10 ans. Ce groupe comptait : le héros humain Himmel le Brave, l'elfe magicienne Frieren, le guerrier nain Eisen et le prêtre humain Heiter. Avant de se séparer, ils observèrent la pluie de comètes à Era qui n'a lieu qu'une fois tous les 50 ans. Frieren accepta de les revoir une nouvelle fois, et avec un meilleur point de vue, la prochaine fois que le festival aurait lieu (50 ans plus tard, donc). Frieren partit ensuite pour traverser le monde à la recherche de connaissances sur la magie.
Frieren retourne à la capitale 50 ans plus tard, mais l'humanité a évolué et ses anciens compagnons ont tous vieilli. Après un dernier voyage pour voir la pluie de comètes, Himmel meurt de vieillesse. Durant les funérailles, Frieren se sent coupable de ne pas avoir tenté d'en apprendre plus sur lui. Elle décide alors de se lancer dans une quête pour mieux comprendre les êtres humains.
Dans son voyage, elle prend pour disciple Fern, une jeune fille avec une grande affinité pour la magie adoptée et élevée par Heiter, et recrute Stark, un orphelin, disciple d'Eisen et un guerrier à la force extraordianire. Tous trois voyagent vers Aureole, l'endroit où les âmes des défunts résideraient, pour voir Himmel une nouvelle fois et lui faire ses adieux en lui exprimant ses sentiments.
De par sa nature elfique, Frieren dispose d'une espérance de vie très longue, à l'origine de sa vision des années et des décennies bien différente de celle qu'ont ses anciens compagnons de voyage (une aventure de 10 ans avec son groupe lui semble n'avoir duré qu'un instant, moins d'un centième de sa vie). Ponctuée de flashbacks, l'histoire s'étend donc sur une longue période. Elle ne se focalise cependant pas seulement sur Frieren, mais également sur le développement physique et psychologique des autres personnages.

## Personnages
Tous les personnages ont pour prénom un mot allemand.

### Le groupe de Frieren
Frieren (フリーレン, Furīren)
Voix japonaise : Atsumi Tanezaki, voix française : Marie Nonnenmacher,
C'est une mage qui était membre du groupe qui a vaincu le Roi Démon. Bien qu'elle semble très jeune, elle est née au sein d'une race d'elfes à longue vie et vit depuis plus de mille ans. Après le décès d'Himmel, un ancien membre de son groupe, Frieren regrette de ne pas l'avoir mieux connu pendant leurs dix années d'aventure. Elle se lance donc dans un nouveau voyage pour en apprendre davantage sur l'humanité. Elle voyage avec une apprentie mage nommée Fern. Il y a plus de mille ans, Frieren a été sauvée par la grande magicienne Flamme et est devenue son apprentie lorsque sa ville natale, une colonie elfique, a été attaquée par des démons. Un comique de répétition fait qu'elle se fait souvent avoir par des mimics, monstres ayant l'apparence d'un coffre.
''Frieren'' signifie geler, avoir très froid, en Allemand.
Fern (フェルン, Ferun)
Voix japonaise : Kana Ichinose, voix française : Jehanne Thellier,
La seule disciple de Frieren. C'est une orpheline de guerre, originaire d'un pays du Sud et qui a perdu ses parents. Elle a commencé à s'entraîner à la magie lorsqu'elle était enfant, sous la tutelle de Heiter, afin de devenir plus autonome. Elle a rencontré Frieren, qui venait rendre visite à Heiter, lorsqu'elle avait neuf ans. Plus tard, elle est devenue une magicienne de première classe après avoir réussi l'examen alors qu'elle était encore adolescente.
''Fern'' signifie loin, lointain, en Allemand.
Stark (シュタルク, Shutaruku)
Voix japonaise : Chiaki Kobayashi, voix française : Kelyan Blanc, et Brigitte Lecordier (enfant)
Élevé par Eisen, c'est un jeune guerrier qui accompagne Frieren dans son voyage. Il est le seul survivant d'un village de guerriers qui a été rasé par un démon, ayant fui grâce à son frère. Il est peureux, mais très puissant, il est aussi plutôt naïf et manque de tact, surtout à l'égard de Fern.
''Stark'' signifie fort en Allemand.

### Le groupe du Héros
Himmel (ヒンメル, Hinmeru)
Voix japonaise : Nobuhiko Okamoto, voix française : Yoann Borg, ; Philippe Ariotti (âgé),
C'est un humain membre du groupe des héros, qui est aujourd'hui décédé. C'était le héros du groupe, toujours prêt à aider les gens dans le besoin, il était aussi assez vaniteux, se qualifiant lui-même de "bel homme" et n’hésitant pas à prendre la pose pour les statues qu'il commandait. Après avoir assisté à une pluie de météorites avec Frieren, ils se sont promis de se revoir. Il est mort peu après que les deux se sont réunis cinquante ans plus tard. Il est également montré qu'il avait des sentiments pour Frieren.
''Himmel'' signifie ciel en Allemand
Heiter (ハイター, Haitā)
Voix japonaise : Hiroki Tōchi (en), voix française : Bruno Méyère,
Il s'agit d'un autre membre décédé du groupe de héros, qui était le prêtre du groupe. Malgré son statut, il adorait boire de l'alcool au point qu'il se retrouvait souvent avec la gueule de bois au moment de reprendre le périple. Après la dissolution du groupe et les funérailles d'Himmel, il a trouvé, adopté et élevé la jeune Fern, et a demandé à Frieren de prendre soin d'elle après sa mort.
''Heiter'' signifie riant, gai, en Allemand.
Eisen (アイゼン, Aizen)
Voix japonaise : Yōji Ueda (en), voix française : Laurent Blanpain,
Avec Frieren, il est l'autre membre vivant du groupe de héros. C'est un nain qui a une espérance de vie plus longue que les humains. Cependant, comme il n'avait pas les compétences et qu'il vieillissait, il décida de refuser l'invitation de Frieren de repartir à l'aventure, lui proposant à la place d'inviter son disciple, Stark.
''Eisen'' signifie fer en Allemand.

### Démons
Qual (クヴァール, Kuvāru)
Voix japonaise : Hiroki Yasumoto , voix française : Antoine Tome
Également connu sous le nom de « Sage de la destruction », le groupe de Himmel a décicé de le sceller car il était trop fort pour être vaincu. Plusieurs décennies plus tard, Frieren le descelle et le détruit avec l'aide de Fern. Qual est le créateur du « Zoltraak », une puissante magie offensive qui devient le sort d'attaque standard des mages après que des chercheurs humains l'ont étudié et déchiffré pendant tout le temps où le démon était scellé.
''Qual'' signifie torture, supplice, en Allemand.
Aura (アウラ, Aura)
Voix japonaise : Ayana Taketatsu , voix française : Nathalie Bienaimé
Il s'agit d'une membre des Sept Sages de la Destruction et ancienne ennemie de Frieren et du groupe de héros. Ces derniers ont vaincu les sages de la destruction il y a de nombreuses années, mais Aura a réussi à s'échapper. Elle manie la Balance de l'Obéissance, qui lui permet de dominer ses adversaires et de les transformer en marionnettes pour les décapiter (s'assurant ainsi un contrôle total), ce qui lui a valu le surnom de « La Guillotine ». Lorsqu'elle tente d'utiliser la Balance d'obéissance sur Frieren, Aura tombe sous son contrôle et se décapite sur les ordres de l'elfe.
Lügner (リュグナー, Ryugunā)
Voix japonaise : Jun'ichi Suwabe , voix française : Bastien Bourlé
Il s'agit d'un démon servant sous Aura et qui est chargé de faire tomber la barrière anti-démon d'une ville sous le couvert d'être un « envoyé de la paix ». Fern le tue plus tard alors qu'ils se battent en duel.
''Lügner'' signifie menteur, en Allemand
Linie (リーニエ, Rīnie)
Voix japonaise : Manaka Iwami (ja) , voix française : Elia-Carmine Robbe
Il s'agit d'une des assistantes de Lügner. C'est une démone capable de lire le mana de son adversaire pour l'utiliser contre lui. Stark la tue plus tard alors qu'ils se battent en duel.
''Linie'' signifie ligne, lignée en Allemand.
Draht (ドラート, Dorāto)
Voix japonaise : Kōki Ōsuzu (ja) , voix française : Louis Lecordier
Il s'agit d'un des assistants de Lügner, qui entre dans la cellule où Frieren est prisonnière pour tenter de l'exécuter, mais se retrouve tué immédiatement.
''Draht'' signifie câble, fil métallique, en Allemand

### Magiciens

#### Organisation magicienne
Serie (ゼーリエ, Zērie)
Voix japonaise : Manaka Iwami (ja) , voix française : Yumi Fujimori
Une elfe qui vit depuis les temps anciens et qui fut mentor de Flamme. Elle est une magicienne puissante connaissant quasiment tous les sorts qui existent, y compris des sorts disparus, ce qui lui vaut d'être respectée par les mages. Elle et Frieren ont une relation tendue à cause de leur vision divergente sur la magie.
Sense (ゼンゼ, Zenze)
Voix japonaise : Haruka Terui (ja), voix française : Nathalie Bienaimé
Il s'agit d'une mage de première classe, examinatrice de la deuxième épreuve de l'examen de mage de première classe auquel se présentera Frieren.
''Sense'' signifie faux (l'outil) en Allemand
Genau (ゲナウ, Genau)
Voix japonaise : Tarusuke Shingaki (ja) , voix française : Simon Herlin
Il s'agit d'un mage de première classe examinateur de la première épreuve de l'examen de mage de première classe.
''Genau'' signifie exactement en Allemand
Falsch (ファルシュ, Farushu)
Voix japonaise : Kento Shiraishi (ja) , voix française : Taric Mehani
Il s'agit d'un mage de première classe qui était censé examiner la troisième épreuve de l'examen de mage de première classe avant que Serie s'en occupe.
''Falsch'' signifie faux, incorrect en Allemand
Lernen (レルネン, Rerunen)
Voix japonaise : Atsushi Miyauchi (ja) , voix française : Taric Mehani
Il s'agit du premier mage à avoir accédé au rang de première classe après la fondation de l'association de magie. Il est par la suite devenu apprenti de Serie.
''Lernen'' signifie apprendre en Allemand

#### Participants à l'examen
Denken (デンケン, Denken)
Voix japonaise : Jiro Saito (ja) , voix française : Hervé Bellon
Il s'agit d'un mage impérial âgé de deuxième classe ayant un passé mystérieux. Il a une affinité pour ressentir le plus petit mana et il utilise un puissant sort unique.
''Denken'' signifie penser en Allemand
Übel (ユーベル, Yūberu)
Voix japonaise : Ikumi Hasegawa (ja) , voix française : Lauryanne Philippe
Il s'agit d'une mage psychopathe de troisième classe qui a été disqualifiée du précédent examen de mage de deuxième classe pour avoir tué un examinateur de l'examen. Elle se retrouve dans l'équipe de Fern. Sa spécialité est de fendre la magie, qui est invisible, mais peut facilement couper des objets solides. Elle a également un autre sort unique puissant.
''Übel'' signifie mauvais, vilain en Allemand
Land (ラント, Ranto)
Voix japonaise : Shohei Komatsu (ja) , voix française : Pablo Cherray
Il s'agit du coéquipier de Fern et Übel lors de l'examen. C'est quelqu'un de réfléchi et fatigué des autres qui s'est spécialisé dans la création de clones parfaits de lui-même, les utilisant pour passer l'examen à sa place tout en restant en sécurité chez lui.
''Land'' signifie pays, terre, campagne en Allemand
Wirbel (ヴィアベル, Viaberu)
Voix japonaise : Kishō Taniyama , voix française : Benjamin Bollen
Il s'agit d'un mage de deuxième classe avec beaucoup d'expérience en combat réel, qui participe à l'examen pour devenir un mage de première classe.
''Wirbel'' signifie tourbillon, remous en Allemand
Methode (メトーデ, Metōde)
Voix japonaise : Reina Ueda , voix française : Jessie Lambotte
Il s'agit d'une mage de deuxième classe qui est de grande taille. Elle est confiante et intelligente. Elle participe à l'examen en utilisant la stratégie et divers sorts au lieu de la magie spécialisée.
Edel (エーデル, Ēderu)
Voix japonaise : Tomoyo Kurosawa (ja) , voix française : Aurélia Bruno
Il s'agit d'une mage de deuxième classe, plutôt pondérée, participant à l'examen et spécialisée dans la magie de l'hypnose.
''Edel'' signifie noble en Allemand

### Autres
Sein (ザイン, Zain)
Voix japonaise : Yūichi Nakamura, voix française : Adrien Larmande
C'est un prêtre talentueux qui aime l'alcool, les cigarettes, les jeux d'argent et les femmes mûres. Il a rejoint le groupe de Frieren afin de retrouver la trace de son ami d'enfance devenu aventurier.
''Sein'' désigne le verbe être en Allemand
Flamme (フランメ, Furanme)
Voix japonaise : Atsuko Tanaka, voix française : Pascale Chemin,
C'est une magicienne légendaire qui est à l'origine de la magie humaine. On dit qu'elle est une figure mythologique, et son existence est remise en question. Elle était la mentor de Frieren. Flamme a enseigné à Frieren une méthode de combat efficace qui consiste à dissimuler sa force magique afin de prendre ses adversaires par surprise et de les éliminer ainsi.

## Manga

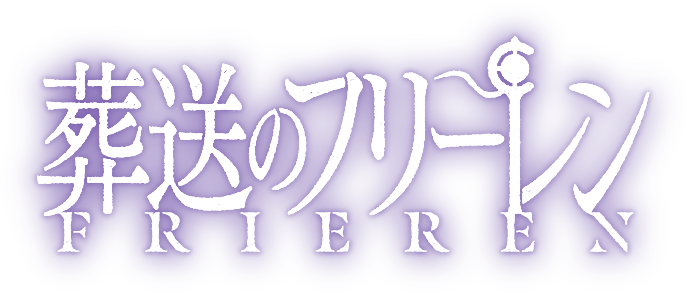
Logo de l'édition originale du manga.

Le premier chapitre de Frieren est publié le 28 avril 2020 dans le Weekly Shōnen Sunday. Depuis, la série est éditée sous forme de volumes reliés par Shōgakukan et compte 14 tomes en mars 2025. La version française est publiée par Ki-oon à partir du 3 mars 2022.

### Liste des volumes
| no | Japonais          | Japonais                                                                 | Français          | Français                                                                 |
| no | Date de sortie    | ISBN                                                                     | Date de sortie    | ISBN                                                                     |
| --- | ----------------- | ------------------------------------------------------------------------ | ----------------- | ------------------------------------------------------------------------ |
| 1 | 18 août 2020      | 978-4-09-850180-9                                                        | 3 mars 2022       | 979-1-03-271083-8 (édition standard) 979-1-03-271228-3 (édition limitée) |
| Extra : En France, l'édition collector contient une jaquette réversible ainsi qu'un mini-artbook contenant des illustrations inédites.Liste des chapitres : - Chapitre 1 : La fin de l'aventure (冒険の終わり, Bōken no Owari) - Chapitre 2 : Le mensonge du prêtre (僧侶の嘘, Sōryo no Uso) - Chapitre 3 : Les fleurs de lune bleue (蒼月草, Sōgetsu Sō) - Chapitre 4 : Cachotteries de mage (魔法使いの隠し事, Mahōtsukai no Kakushigoto) - Chapitre 5 : Le zoltraak (人を殺す魔法, Hito o Korosu Mahō) - Chapitre 6 : La fête du nouvel an (新年祭, Shin'nen-sai) - Chapitre 7 : Là où reposent les esprits (魂の眠る地, Tamashī no Nemuru Chi) |                   |                                                                          |                   |                                                                          |
| 2 | 16 octobre 2020   | 978-4-09-850181-6                                                        | 3 mars 2022       | 979-1-03-271084-5                                                        |
| Liste des chapitres : - Chapitre 8 : Un pour cent (百分の一, Hyakubun no Ichi) - Chapitre 9 : Mirages (死者の幻影, Shisha no Genei) - Chapitre 10 : Le dragon solaire (紅鏡竜, Kōkyō Ryū) - Chapitre 11 : Le héros du village (村の英雄, Mura no Eiyū) - Chapitre 12 : La frontière du Nord (北方の関所, Hoppō no Sekisho) - Chapitre 13 : La fête de la Libération (解放祭, Kaihō-sai) - Chapitre 14 : Des monstres doués de parole (言葉を話す魔物, Kotoba o Hanasu Mamono) - Chapitre 15 : Draht (ドラート, Dorāto) - Chapitre 16 : L'assasinat du garde (衛兵殺し, Eihei Goroshi) - Chapitre 17 : Frieren la tueuse (葬送のフリーレン, Sōsō no Furīren) |                   |                                                                          |                   |                                                                          |
| 3 | 18 décembre 2020  | 978-4-09-850285-1                                                        | 5 mai 2022        | 979-1-03-271112-5                                                        |
| Liste des chapitres : - Chapitre 18 : L'armée des immortels (不死の軍勢, Fushi no gunzei) - Chapitre 19 : L'attaque-surprise (急襲, Kyūshū) - Chapitre 20 : Les techniques du maître (師匠の技, Shishō no waza) - Chapitre 21 : Les lâches (卑怯者, Hikyōmono) - Chapitre 22 : La balance de la soumission (服従の天秤, Fukujū no tenbin) - Chapitre 23 : Victoire et funérailles (勝利と弔い, Shōri to tomurai) - Chapitre 24 : Le vœu de l'elfe (エルフの願望, Erufu no ganbō) - Chapitre 25 : Le village de l'épée (剣の里, Ken no sato) - Chapitre 26 : Un cadeau pour les guerriers (戦士への贈り物, Senshi e no okurimono) - Chapitre 27 : Un petit prêtre de campagne (平凡な村の僧侶, Heibon'na mura no sōryo) |                   |                                                                          |                   |                                                                          |
| 4 | 17 mars 2021      | 978-4-09-850490-9                                                        | 7 juillet 2022    | 979-1-03-271126-2                                                        |
| Liste des chapitres : - Chapitre 28 : Le prêtre et ses regrets (僧侶と後悔, Sōryo to kōkai) - Chapitre 29 : Un adulte responsable (理想の大人, Risō no otona) - Chapitre 30 : Le lotus miroir (鏡蓮華, Kagami renge) - Chapitre 31 : La fleur du chaos (混沌花, Konton hana) - Chapitre 32 : La famille Orden (オルデン家, Oruden-ka) - Chapitre 33 : Le vieux Voll (フォル爺, Foru jī) - Chapitre 34 : La statue des héros (英雄の像, Eiyū no zō) - Chapitre 35 : Un coup de pouce (旅立ちのきっかけ, Tabidachi no kikkake) - Chapitre 36 : La convalescence (心の支え, Kokoro no sasae) - Chapitre 37 : L'examen de premier niveau (一級試験, Ikkyū shiken) |                   |                                                                          |                   |                                                                          |
| 5 | 16 juillet 2021   | 978-4-09-850634-7                                                        | 13 octobre 2022   | 979-1-03-271148-4 (édition standard) 979-10-327-1259-7 (édition limitée) |
| Liste des chapitres : - Chapitre 38 : Les stilles (隕鉄鳥, Shiyuteire) - Chapitre 39 : Le plan (捕獲作戦始動, Hokaku sakusen shidō) - Chapitre 40 : Le sort qui permettait de capturer les oiseaux (鳥を捕まえる魔法, Tori o tsukamaeru mahō) - Chapitre 41 : Le temps de trouver le courage (覚悟のための時間, Kakugo no tame no jikan) - Chapitre 42 : Une raison de se battre (戦う理由, Tatakau riyū) - Chapitre 43 : Le privilège (特権, Tokken) - Chapitre 44 : La reconquête du stille (隕鉄鳥奪還, In tetchō dakkan) - Chapitre 45 : Le reamstroha (水を操る魔法, Mizu o ayatsuru mahō) - Chapitre 46 : Encore meilleur (もっと美味しい味, Motto oishī aji) - Chapitre 47 : Fern et les patisseries (フェルンと焼き菓子, Ferun to yaki kashi) |                   |                                                                          |                   |                                                                          |
| 6 | 18 novembre 2021  | 978-4-09-850728-3 (édition standard) 978-4-09-943096-2 (édition limitée) | 5 janvier 2023    | 979-10-327-1189-7                                                        |
| Extra : Au Japon, l'édition limitée contient un calendrier sous forme de grimoire magique contenant 12 illustrations inédites inspirées des couvertures de la série dans le Weekly Shōnen Sunday.Liste des chapitres : - Chapitre 48 : Le tombeau du roi déchu (零落の王墓, Reiraku no ō bo) - Chapitre 49 : Labyrinthe et accessoires de magie (迷宮と魔道具, Meikyū to ma dōgu) - Chapitre 50 : Spiegel (水鏡の悪魔, Mizukagami no akuma) - Chapitre 51 : La bataille du souterrain (迷宮戦闘, Meikyū sentō) - Chapitre 52 : Conseil de guerre (作戦会議, Sakusen kaigi) - Chapitre 53 : Le temps des humains (人間の時代, Ningen no jidai) - Chapitre 54 : Le reelseiden (大体なんでも切る魔法, Daitai nan demo kiru mahō) - Chapitre 55 : La fin de la deuxième épreuve (第二次試験終了, Dai ninishiken shūryō) - Chapitre 56 : Le bâton de Fern (フェルンの杖, Ferun no tsue) - Chapitre 57 : La troisième épreuve (第三次試験, Daisanji shiken) |                   |                                                                          |                   |                                                                          |
| 7 | 17 mars 2022      | 978-4-09-850876-1 (édition standard) 978-4-09-943104-4 (édition limitée) | 2 mars 2023       | 979-10-327-1310-5                                                        |
| Extra : Au Japon, l'édition limitée contient un jeu de cartes à l'effigie des personnages de la série.Liste des chapitres : - Chapitre 58 : L'intuition de Serie (ゼーリエの直感, Zērie no chokkan) - Chapitre 59 : Un petit service (小さな人助け, Chīsana hitodasuke) - Chapitre 60 : Le départ et les adieux (旅立ちと別れ, Tabidachi to wakare) - Chapitre 61 : Le minerai inhibiteur de magie (封魔鉱, Fū ma kō) - Chapitre 62 : La véritable raison (旅立ちの理由, Tabidachi no riyū) - Chapitre 63 : Le héros du Sud (南の勇者, Minami no yūsha) - Chapitre 64 : Le démon à l'épée (剣の魔族, Ken no mazoku) - Chapitre 65 : La source secrète du mont Etwas (エトヴァス山の秘湯, Etovasu san no hi yu) - Chapitre 66 : Le lieu idéal (好きな場所, Sukina basho) - Chapitre 67 : Un moment privilégié (ネタバレ, Netabare) |                   |                                                                          |                   |                                                                          |
| 8 | 17 juin 2022      | 978-4-09-851148-8                                                        | 8 juin 2023       | 979-10-327-1320-4 (édition standard) 979-10-327-1319-8 (édition limitée) |
| Liste des chapitres : - Chapitre 68 : Le haut-plateau du Nord (北部高原, Hokubu kōgen) - Chapitre 69 : Le boshaft (皇帝酒, Kōtei sake) - Chapitre 70 : La maison de commerce Norm (ノルム商会, Norumu shōkai) - Chapitre 71 : L'expédition punitive (討伐依頼, Tōbatsu irai) - Chapitre 72 : Le général (将軍, Shōgun) - Chapitre 73 : L'attaque-surprise (遭遇戦, Sōgū-sen) - Chapitre 74 : Revolte le Divin (神技のレヴォルテ, Kamiwaza no revorute) - Chapitre 75 : L'Erilfrachte (霧を晴らす魔法, Kiri o harasu mahō) - Chapitre 76 : Épilogue (決着, Ketchaku) - Chapitre 77 : Une nuée de dragons (竜の群れ, Ryū no mure) |                   |                                                                          |                   |                                                                          |
| 9 | 15 septembre 2022 | 978-4-09-851260-7                                                        | 24 août 2023      | 979-10-327-1341-9                                                        |
| Liste des chapitres : - Chapitre 78 : Le lac Korridor (コリドーア湖, Koridōa mizūmi) - Chapitre 79 : Le grand canyon de Tor (トーア大渓谷, Tōa dai keikoku) - Chapitre 80 : Les cristaux de neige sacrée (聖雪結晶, Hijiri yukigesshō) - Chapitre 81 : Les Terres d'Or (黄金郷, Ōgonkyō) - Chapitre 82 : Le Diagoldze (万物を黄金に変える魔法, Banbutsu o kogane ni kaeru mahō) - Chapitre 83 : Le bracelet d'obéissance (支配の石環, Shihai no sekikan) - Chapitre 84 : Les têtes brûlées (命知らず, Inochishirazu) - Chapitre 85 : La malveillance (悪意, Akui) - Chapitre 86 : La conversation (話し合い, Hanashiai) - Chapitre 87 : La bienveillance (好意, Kōi) |                   |                                                                          |                   |                                                                          |
| 10 | 16 mars 2023      | 978-4-09-851771-8                                                        | 28 septembre 2023 | 979-10-327-1366-2 (édition standard) 979-10-327-1367-9 (édition limitée) |
| Liste des chapitres : - Chapitre 88 : Solitär (ソリテール, Soritēru) - Chapitre 89 : Le sentiment de culpabilité (罪悪感, Zaiakukan) - Chapitre 90 : Le seigneur Glück (グリュック, Guryukku) - Chapitre 91 : Au grand jour (表舞台, Omotebutai) - Chapitre 92 : La chute de Weise (ヴァイゼの終焉, Vaize no shūen) - Chapitre 93 : La barrière (大結界, Daikekkai) - Chapitre 94 : L'analyse (解析, Kaiseki) - Chapitre 95 : L'archidémon sans nom (無名の大魔族, Mumei no daimazoku) - Chapitre 96 : Maître et disciple (師弟, Shitei) - Chapitre 97 : L'observation (観測, Kansoku) |                   |                                                                          |                   |                                                                          |
| 11 | 15 septembre 2023 | 978-4-09-852769-4                                                        | 4 janvier 2024    | 979-10-327-1607-6                                                        |
| Liste des chapitres : - Chapitre 98 : Le châtiment (報い, Mukui) - Chapitre 99 : Attaque et défense (攻防, Kōbō) - Chapitre 100 : La base pour un mage (魔法使いの基礎, Mahōtsukai no kiso) - Chapitre 101 : La solution (打開策, Dakaisaku) - Chapitre 102 : Un combat sans vainqueur (相打ち, Aiuchi) - Chapitre 103 : L'heure des comptes (報いの時, Mukui no toki) - Chapitre 104 : Sur la tombe de Lektüre (墓参り, Hakamairi) - Chapitre 105 : Le golem (ゴーレム, Gōremu) - Chapitre 106 : Le dragon-montagne céleste (天脈竜, Ten myaku ryū) - Chapitre 107 : La stèle de la déesse (女神の石碑, Megami no sekihi) |                   |                                                                          |                   |                                                                          |
| 12 | 18 décembre 2023  | 978-4-09-853030-4                                                        | 2 mai 2024        | 979-1-03-271609-0 (édition standard) 979-1-03-271886-5 (édition limitée) |
| Liste des chapitres : - Chapitre 108 : Les retrouvailles (再会, Saikai) - Chapitre 109 : Zart le rémanent (残影のツァルト, Zanei no Tsaruto) - Chapitre 110 : Himmel le Brave et ses compagnons (勇者一行, Yūsha ikkō) - Chapitre 111 : L'escorte (護衛依頼, Goei irai) - Chapitre 112 : La confiance (信頼, Shinrai) - Chapitre 113 : Le dragon empereur des enfers (皇獄竜, Kōgoku ryū) - Chapitre 114 : L'épée d'un héros (勇者の剣, Yūsha no tsurugi) - Chapitre 115 : Les meilleurs amis (親友, Shinyū) - Chapitre 116 : Le sort de retour (帰還の魔法, Kikan no mahō) - Chapitre 117 : Le miracle du Prodige (奇跡の幻想, Kiseki no gensō) |                   |                                                                          |                   |                                                                          |
| 13 | 17 avril 2024     | 978-4-09-853233-9                                                        | 5 décembre 2024   | 979-10-327-1611-3                                                        |
| Liste des chapitres : - Chapitre 118 : Le Vialathor (フィアラトール, Fiaratōru) - Chapitre 119 : Les souvenirs (思い出, Omoide) - Chapitre 120 : L'image du héros (虚像の英雄, Kyozō no eiyū) - Chapitre 121 : Des monstres sur la route (街道の魔物, Kaidō no mamono) - Chapitre 122 : La citadelle de Titan (ティタン城塞, Titan jōsai) - Chapitre 123 : La preuve de tes efforts (頑張ってきた証, Ganbatte kita akashi) - Chapitre 124 : Les guerriers de l'ombre (影なる戦士, Kagenaru senshi) - Chapitre 125 : Une famille (家族, Kazoku) - Chapitre 126 : Une nouvelle mission (新たな任務, Aratana ninmu) - Chapitre 127 : L'exfiltration (回収任務, Kaishū ninmu) |                   |                                                                          |                   |                                                                          |
| 14 | 18 mars 2025      | 978-4-09-854017-4                                                        | 3 juillet 2025    | 979-10-327-1613-7 (édition standard) 979-10-327-2481-1 (édition limitée) |
| Liste des chapitres : - Chapitre 128 : Les forces spéciales magiques (魔導特務隊, Madō tokumutai) - Chapitre 129 : Les ombres de l'Empire (帝国の影, Teikoku no kage) - Chapitre 130 : Sous la surface de l'eau (水面下, Suimenka) - Chapitre 131 : L'évasion (脱出, Dasshutsu) - Chapitre 132 : L'enquête (追跡, Tsuiseki) - Chapitre 133 : Les pièces d'argent (銀貨, Ginka) - Chapitre 134 : La détection inversée (逆探知, Gyaku Tanchi) - Chapitre 135 : Une escarmouche (前哨戦, Zenshōsen) - Chapitre 136 : Retrouvailles (再会, Saikai) - Chapitre 137 : La contre-attaque (撃退, Gekitai) |                   |                                                                          |                   |                                                                          |
| — |                   |                                                                          |                   |                                                                          |
| Liste des chapitres : - Chapitre 138 : 逆賊 (Gyakuzoku) - Chapitre 139 : 鍛冶屋のクライス (Kajiya no Kuraisu) - Chapitre 140 : 舞踏会 (Butōkai) |                   |                                                                          |                   |                                                                          |

## Anime
En septembre 2022, sur la couverture du tome 9 de Frieren, une adaptation en animé est annoncée. Plus tard, il est révélé que la série sera produite par le studio Madhouse et réalisée par Keiichirō Saitō. Le scénario est supervisé par Tomohiro Suzuki tandis que Reiko Nagasawa est chargée du design des personnages. Evan Call (ja) compose la musique,. La série est diffusée depuis le 29 septembre 2023 avec un épisode spécial de deux heures dans le programme Kinyô Roadshow (ja) de la chaîne Nippon TV. Elle sera diffusée par la suite sur la chaîne Friday Anime Night (ja). La série est répartie en deux cours et le deuxième cours est diffusé du 5 janvier au 22 mars 2024.
Le générique de début est Yūsha (勇者), interprété par Yoasobi. Le générique de fin est Anytime Anywhere, interprété par Milet. Milet interprète également le générique de fin du premier épisode du nom de Bliss. Le générique de début du deuxième cours est Haru (晴る), interprété par Yorushika.
En septembre 2024, une deuxième saison a été annoncée,. Tomoya Kitagawa remplace Keiichirō Saitō en tant que réalisateur. Daiki Harashina assite le réalisateur tandis que Takasemaru, Keisuke Kojima et Yuri Fujinaka replacent Reiko Nagasawa pour s'occuper du character design. Le reste du staff et du casting reviennent pour reprendre leurs rôles. La saison est diffusée à partir de janvier 2026
Crunchyroll diffuse la série en simulcast dans le monde entier, excepté en Asie,. Depuis le 20 octobre 2023, la plateforme diffuse également une version doublée en français de la série réalisée par leur studio de doublage Crunchyroll Production France,, sous la direction artistique de Brigitte Lecordier,, avec des dialogues adaptés par Maude Gillet,.

### Liste des épisodes
| No                                              | Titre français                      | Titre japonais                   | Titre japonais                     | Date de 1re diffusion |
| No                                              | Titre français                      | Kanji                            | Rōmaji                             | Date de 1re diffusion |
| ----------------------------------------------- | ----------------------------------- | -------------------------------- | ---------------------------------- | --------------------- |
| 1                                               | La fin de l'aventure                | 冒険の終わり                     | Bōken no owari                     | 29 septembre 2023     |
| [Tome 1 - Chapitre 1 - 2]                       |                                     |                                  |                                    |                       |
| 2                                               | Magie ou pas, peu importe           | 別に魔法じゃなくたって…          | Betsuni mahō janakutatte...        | 29 septembre 2023     |
| [Tome 1 - Chapitre 2 - 3]                       |                                     |                                  |                                    |                       |
| 3                                               | Le zoltraak                         | 人を殺す魔法                     | Hito o korosu mahō                 | 29 septembre 2023     |
| [Tome 1 - Chapitre 4 - 5]                       |                                     |                                  |                                    |                       |
| 4                                               | Là où reposent les âmes             | 魂の眠る地                       | Tamashii no nemuru chi             | 29 septembre 2023     |
| [Tome 1 (fin) + Tome 2 - Chapitre 6 - 7 - 8]    |                                     |                                  |                                    |                       |
| 5                                               | Mirages                             | 死者の幻影                       | Shisha no Gen'ei                   | 6 octobre 2023        |
| [Tome 2 - Chapitre 8 - 9 - 10]                  |                                     |                                  |                                    |                       |
| 6                                               | Le héros du village                 | 村の英雄                         | Mura no eiyū                       | 13 octobre 2023       |
| [Tome 2 - Chapitre 11 - 12]                     |                                     |                                  |                                    |                       |
| 7                                               | Un conte de fées                    | おとぎ話のようなもの             | Otogibanashi no yō na mono         | 20 octobre 2023       |
| [Tome 2 - Chapitre 13 - 14 - 15]                |                                     |                                  |                                    |                       |
| 8                                               | Frieren la fossoyeuse               | 葬送のフリーレン                 | Sōsō no Furīren                    | 27 octobre 2023       |
| [Tome 2 (fin) - Chapitre 15 - 16 - 17]          |                                     |                                  |                                    |                       |
| 9                                               | Aura la guillotine                  | 断頭台のアウラ                   | Dantōdai no Aura                   | 3 novembre 2023       |
| [Tome 3 - Chapitre 18 - 19 - 20]                |                                     |                                  |                                    |                       |
| 10                                              | Une mage redoutable                 | 強い魔法使い                     | Tsuyoi mahōtsukai                  | 10 novembre 2023      |
| [Tome 3 - Chapitre 21 - 22]                     |                                     |                                  |                                    |                       |
| 11                                              | L'hiver des contrées du nord        | 北側諸国の冬                     | Kitagawa shokoku no fuyu           | 17 novembre 2023      |
| [Tome 3 - Chapitre 23 - 24]                     |                                     |                                  |                                    |                       |
| 12                                              | Un authentique héros                | 本物の勇者                       | Honmono no yūsha                   | 24 novembre 2023      |
| [Tome 3 - Chapitre 25 - 26]                     |                                     |                                  |                                    |                       |
| 13                                              | La haine de son semblable           | 同族嫌悪                         | Dōzoku Ken'o                       | 1er décembre 2023     |
| [Tome 3 (fin) + Tome 4 - Chapitre 27 - 28]      |                                     |                                  |                                    |                       |
| 14                                              | Le privilège de la jeunesse         | 若者の特権                       | Wakamono no tokken                 | 8 décembre 2023       |
| [Tome 4 - Chapitre 29 - 30]                     |                                     |                                  |                                    |                       |
| 15                                              | L'odeur des ennuis                  | 厄介事の匂い                     | Yakkaigoto no nioi                 | 15 décembre 2023      |
| [Tome 4 - Chapitre 31 - 32]                     |                                     |                                  |                                    |                       |
| 16                                              | Compagnons de longévité             | 長寿友達                         | Chōju tomodachi                    | 22 décembre 2023      |
| [Tome 4 - Chapitre 33 - 34]                     |                                     |                                  |                                    |                       |
| 17                                              | Faites bon voyage                   | じゃあ元気で                     | Jā genki de                        | 5 janvier 2024        |
| [Tome 4 - Chapitre 35 - 36]                     |                                     |                                  |                                    |                       |
| 18                                              | L'examen de mage de première classe | 一級魔法使い選抜試験             | Ikkyū mahōtsukai senbatsu shiken   | 12 janvier 2024       |
| [Tome 4 (fin) + Tome 5 - Chapitre 37 - 38]      |                                     |                                  |                                    |                       |
| 19                                              | Une stratégie empreinte de prudence | 入念な計画                       | Nyūnen na keikaku                  | 19 janvier 2024       |
| [Tome 5 - Chapitre 38 - 39 - 40 - 41]           |                                     |                                  |                                    |                       |
| 20                                              | Meurtres nécessaires                | 必要な殺し                       | Hitsuyō na koroshi                 | 26 janvier 2024       |
| [Tome 5 - Chapitre 41 - 42 - 43]                |                                     |                                  |                                    |                       |
| 21                                              | Le monde de la magie                | 魔法の世界                       | Mahō no sekai                      | 2 février 2024        |
| [Tome 5 - Chapitre 43 - 44 - 45]                |                                     |                                  |                                    |                       |
| 22                                              | D'alliés à ennemis                  | 次からは敵同士                   | Tsugi kara wa katakidōshi          | 9 février 2024        |
| [Tome 5 (fin) - Chapitre 46 - 47]               |                                     |                                  |                                    |                       |
| 23                                              | La conquête du donjon               | 迷宮攻略                         | Danjon kōryaku                     | 16 février 2024       |
| [Tome 6 - Chapitre 48 - 49]                     |                                     |                                  |                                    |                       |
| 24                                              | Des copies conformes                | 完璧な複製体                     | Kanpeki na fukuseitai              | 23 février 2024       |
| [Tome 6 - Chapitre 50 - 51]                     |                                     |                                  |                                    |                       |
| 25                                              | Le point faible                     | 致命的な隙                       | Chimeiteki na suki                 | 1er mars 2024         |
| [Tome 6 - Chapitre 52 - 53]                     |                                     |                                  |                                    |                       |
| 26                                              | Les sommets de la magie             | 魔法の高み                       | Mahō no takami                     | 8 mars 2024           |
| [Tome 6 - Chapitre 54 - 55]                     |                                     |                                  |                                    |                       |
| 27                                              | L'âge des hommes                    | 人間の時代                       | Ningen no jidai                    | 15 mars 2024          |
| [Tome 6 (fin) + Tome 7 - Chapitre 56 - 57 - 58] |                                     |                                  |                                    |                       |
| 28                                              | J'aurai honte la prochaine fois     | また会ったときに恥ずかしいからね | Mata atta toki ni hazukashīkara ne | 22 mars 2024          |
| [Tome 7 - Chapitre 58 - 59 - 60]                |                                     |                                  |                                    |                       |

## ONA
Une mini-série intitulée Sōsō no Furīren 〜●● no mahō 〜 (葬送のフリーレン 〜●●の魔法〜), produite par Toho Animation Studio, est diffusée « de manière irrégulière » sur la chaîne Youtube du studio.

### Liste des épisodes
| No | Titre français | Titre japonais                         | Titre japonais                                     | Date de 1re diffusion |
| No | Titre français | Kanji                                  | Rōmaji                                             | Date de 1re diffusion |
| -- | -------------- | -------------------------------------- | -------------------------------------------------- | --------------------- |
| 1  |                | 考えていることを言ってしまう魔法       | Kangaete iru koto o itte shimau mahō               | 11 octobre 2023       |
| 2  |                | お酒からアルコールだけを抜く魔法       | O sake kara arukōru dake o nuku mahō               | 25 octobre 2023       |
| 3  |                | 朝決まった時間に起きれるようになる魔法 | Asa kimatta jikan ni oki reru yō ni naru mahō      | 15 novembre 2023      |
| 4  |                | 体から良いにおいが出る魔法             | Karada kara yoi nioi ga deru mahō                  | 29 novembre 2023      |
| 5  |                | 運がよくなる魔法                       | Un ga yoku naru mahō                               | 27 décembre 2023      |
| 6  |                | しつこい油汚れを落とす魔法             | Shitsukoi abura yogore o otosu mahō                | 10 janvier 2024       |
| 7  |                | ものすごく早口に澱みなく喋れる魔法     | Monosugoku hayakuchi ni yodomi naku shabereru mahō | 24 janvier 2024       |
| 8  |                | 魚の気持ちがわかる魔法                 | Sakana no kimochi ga wakaru mahō                   | 7 février 2024        |

## Roman
Frieren est adapté en roman écrit par Mei Hachimoku et supervisé par Yamada. Le volume est intitulé Shōsetsu Sōsō no Frieren ~Zensō~ et sort le 17 avril 2024. Il s'agit d'un préquelle composé de cinq histoires n'apparaissant pas dans le manga et qui sera centré sur les personnages Frieren, Fern, Stark, Lawine et Kanne, et Aura.

## Réception
En mars 2021, le manga comptait plus de 2 millions d'exemplaires en circulation. En février 2022, il comptait plus de 5,6 millions d'exemplaires en circulation. Le manga s'est classé 2e sur la liste Kono Manga ga sugoi! de Takarajimasha de 2021 pour les lecteurs masculins,. Il s'est classé 6e sur la liste de 2022. La série s'est classée en 2e position du classement des "Nationwide Bookstore Employees' Recommended Comics of 2021" par les employés des librairies de 2021 établi par le site Honya Club,. La série s'est classée 17e sur la liste des "Book of the Year" 2021 du magazine Da Vinci.
Frieren a remporté le 14e Grand prix du manga en 2021,,. Le manga a reçu le New Creator Prize lors de la 25e édition du Prix culturel Osamu Tezuka en 2021,,. Le manga a été nommé pour le 45e Prix du manga Kōdansha dans la catégorie shōnen en 2021 et remporte la récompense lors de la 48e édition en 2024. Le manga a été également nommé pour les Next Manga Awards 2021 dans la catégorie sérialisation physique et s'est classé 3e sur 50 nommés.
Rebecca Silverman d'Anime News Network a donné au premier volume la note de A-. Silverman a fait l'éloge du concept de Frieren, le qualifiant d'"approche intéressante du genre fantastique". Elle a aussi commenté que le dessin n'est pas "tout à fait à la hauteur des émotions dégagées dans l'histoire" et que le personnage de Fern "manque de personnalité".
Wolfen Moondaughter de Sequential Tart a donné la note de 9/10 au premier volume. Moondaughter a mis en avant la nature "tranche de vie" de l'histoire, faisant également l'éloge de l'interaction entre les personnages et le travail artistique. Sheena McNeil, du même site, a donné la note de 7/10 au premier volume. McNeil a également comparé le rythme et l'ambiance de la série à Ailes Grises. Le Fandom Post l'a désigné comme le 6e meilleur manga de 2021.